# ایستگاه راه‌آهن هرزند
ایستگاه راه‌آهن هرزند یک منطقهٔ مسکونی و ایستگاه راه‌آهن در دهستان هرزند شرقی، در بخش مرکزی شهرستان مرند، استان آذربایجان شرقی ایران است. جمعیت این ایستگاه بر اساس سرشماری سال ۱۳۸۵، ۲۴ نفر در ۶ خانوار بوده‌است. این ایستگاه که تحت مالکیت شرکت راه‌آهن جمهوری اسلامی ایران قرار دارد و عمدتاً به روستای هرزند جدید در ۶ کیلومتری شرق خود و نیز سایر روستاهای دهستان هرزندات شرقی و هرزندات غربی خدمات‌رسانی می‌کند. ادامه این خط آهن به سمت جلفا ، نهایتا به مرز ایران و ارمنستان میرسد